# John B. Calhoun
John B. Calhoun (11 tháng 5 năm 1917 - 7 tháng 9 năm 1995) là một chuyên gia tập tính học và nghiên cứu hành vi người Mỹ. Ông nổi tiếng vì các nghiên cứu của mình về mật độ dân số và ảnh hưởng của nó đối với hành vi. Ông tuyên bố rằng những tác động xấu của quá tải dân số trên loài gặm nhấm là một mô hình tương tự về tương lai của loài người. Trong nghiên cứu của mình, Calhoun đặt ra thuật ngữ "tha hóa hành vi" để mô tả những hành vi bất thường trong tình huống mật độ dân cư đông đúc và "cá thể đẹp" để mô tả những cá nhân thụ động rút khỏi tất cả các tương tác xã hội. Nghiên cứu của ông đã được công nhận trên toàn thế giới. Ông đã phát biểu tại hội nghị trên toàn thế giới và ý kiến của ông đã được nhiều tổ chức đa dạng lắng nghe, từ NASA cho tới Ủy ban về tình trạng quá tải trong các nhà tù địa phương của Đặc khu Columbia. Thí nghiệm trên chuột của Calhoun đã được sử dụng như một cơ sở để phát triển lý thuyết của Edward T. Hall năm 1966 về không gian giao tiếp.

## Sách tiểu sử
- Calhoun, John (1947–1948). "Crowding and Social Behavior in Animals". Anchor Books. {{Chú thích tạp chí}}: Chú thích magazine cần |magazine= (trợ giúp)
- Calhoun, John B. (1950). "The Study of Wild Animals under Controlled Conditions". Annals of the New York Academy of Sciences. Quyển 51. tr. 1113–22. doi:10.1111/j.1749-6632.1950.tb27339.x.
- Calhoun, John B. (1952). "The Social Aspects of Population Dynamics". Journal of Mammalogy. Quyển 33 số 2. American Society of Mammalogists. tr. 139–159. doi:10.2307/1375923. JSTOR 1375923.
- Calhoun, John, B. (1962). "Chapter 22: A Behavioral Sink". Trong Bliss, Eugene L. (biên tập). Roots of Behavior. New York: Harper. OCLC 1282144.{{Chú thích sách}}:  Quản lý CS1: nhiều tên: danh sách tác giả (liên kết)
- Calhoun, John B. (1962). "Population density and social pathology". Scientific American. Quyển 206 số 2. tr. 139–148. PMID 13875732.
- Calhoun, John, B. (tháng 11 năm 1972). "Plight of the Ik and Kaiadilt is seen as a chilling possible end for Man". Smithsonian. Quyển 3 số 8. tr. 27–32. ISSN 0037-7333. OCLC 58002970.{{Chú thích tạp chí}}:  Quản lý CS1: nhiều tên: danh sách tác giả (liên kết) Quản lý CS1: năm (liên kết)
- Calhoun, John B (1983). Environment and Population: Problems and Adaptation: An Experimental Book Integrating Statements by 162 Contributors. Praeger. tr. 486. ISBN 0-275-90955-7.

## Sách tham khảo
- Davis, Louise (1971). "The Garden of Eden or Doomsday?". Tennessean Magazine.
- Fountain, Henry (ngày 29 tháng 9 năm 1995). "J.B Calhoun, 78, Researcher On the Effects Of Overpopulation". New York Times.
- Barnes, Bart (ngày 30 tháng 9 năm 1995). "Scientist John Calhoun Dies; Studied Behavior, Crowding". New York Times.
- Alsop, Stewart (ngày 17 tháng 8 năm 1970). "Dr. Calhoun's Horrible Mousery". Newsweek. tr. 96.
- "Letting the rat out of the bag, The cultural influence of John B. Calhoun's rodent experiments". London School of Economics and Political Science. tháng 6 năm 2009. Bản gốc lưu trữ ngày 11 tháng 6 năm 2011. Truy cập ngày 25 tháng 10 năm 2016.